# Смертин, Алексей Геннадьевич
Алексе́й Генна́дьевич Сме́ртин (род. 1 мая 1975[…], Барнаул) — российский футболист, полузащитник. В июле 2009 года объявил о завершении карьеры игрока. Выступал за сборную России, в 2004—2005 годах — её капитан. С 2009 по 2011 год — депутат 5 созыва Алтайского краевого законодательного собрания. Офицер РФС по вопросам борьбы с расизмом, директор РФС по региональной политике и международным отношениям.

## Ранние годы
Родился 1 мая 1975 года в Барнауле. Отец — Геннадий Иванович Смертин, был игроком местного «Динамо», а затем долгое время работал на моторном заводе коленвальщиком, умер 4 марта 2016 года. Мать — Антонина Васильевна. Также у него есть родной брат Евгений, который также был профессиональным футболистом. С детства тренировался под руководством отца. Первой командой Смертина стал ФК «Полимер», вскоре он перешёл в барнаульское «Динамо» — клуб Первой лиги.

## Карьера

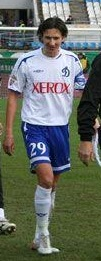
Смертин в московском «Динамо»

### «Динамо» Барнаул
Тренер «Динамо» Виктор Волынкин доверял молодым игрокам, и Смертин стал выходить в стартовом составе. Играл на позиции атакующего полузащитника. Уже во втором матче против читинского «Локомотива» отличился забитым голом. За два года в «Динамо» сыграл 42 матча и забил 2 гола. Из-за угрозы призыва в армию уехал в Москву, где брат, игравший в «Динамо», договорился с руководством клуба, чтобы брат некоторое время тренировался с дублирующим составом. Алексей Смертин быстро понял, что тренер дубля Адамас Голодец на него не рассчитывает. Ему поступило предложение перейти в команду «Заря» Ленинск-Кузнецкий и после подписания контракта решить вопрос с армией. В марте 1993 года Смертин стал игроком «Зари».

### «Заря» Ленинск-Кузнецкий
«Заря» выступала в первой лиге. Дебютировал за новую команду Смертин 3 апреля 1994 года в матче против «Дружбы».

### «Уралан»
В середине сезона 1997 Смертин перешёл в клуб первого дивизиона «Уралан». Клуб курировал президент Калмыкии Кирсан Илюмжинов, который значительно усилил состав команды. Это помогло ей пробиться в высший дивизион, а уже в следующем сезоне занять седьмое место — высшее в истории клуба. Смертин провёл в чемпионате 26 матчей и забил 3 гола.

### «Локомотив» (Москва)
Зимой 1999 года Смертин перешёл в московский «Локомотив». Новый сезон оказался одним из лучших в карьере полузащитника. Смертин сумел сразу же стать лидером команды и помог выиграть серебряные медали чемпионата России, а также победить в Кубке России. По итогам сезона (который стал самым результативным в его карьере) Смертин был признан лучшим игроком России по версии еженедельника «Футбол» и издания «Спорт-Экспресс».
Первую половину следующего сезона Смертин также в «Локомотиве», продолжая демонстрировать высокий уровень игры. Это привело к тому, что на него обратили внимание в европейских клубах.

### «Бордо»
В 2000 году Смертин перешёл во французский «Бордо» и провёл 31 матч. На протяжении двух следующих сезонов продолжал оставаться игроком основы. В 2002 году выиграл Кубок французской лиги.

### «Челси» и аренды
В 2003 году был продан в «Челси» за 3,45 млн фунтов, после чего сразу был отправлен в аренду в «Портсмут» и помог команде финишировать в середине турнирной таблицы.
Перед началом сезона 2004/2005 «Челси» возглавил Жозе Моуринью, который предпочёл вернуть Смертина в команду. Однако стать игроком основного состава полузащитнику не удалось, помимо Смертина на этой позиции могли играть Иржи Ярошик, Жереми Нжитап, Тьягу Мендиш, Клод Макелеле и Фрэнк Лэмпард, причём двое последних имели твёрдое место в стартовом составе. Тем не менее Смертин провёл за сезон 25 матчей и получил медаль чемпиона Англии. 29 сентября 2004 года в матче Лиги чемпионов с «Порту» забил свой единственный гол за «Челси».
После этого Смертин вновь был отправлен в аренду, на этот раз в «Чарльтон Атлетик».

### «Динамо» (Москва)
В 2006 году перешёл в московское «Динамо», но отыграл здесь лишь один сезон. Команда едва сумела избежать вылета в Первый дивизион.

### «Фулхэм»
Принял решение вернуться в Англию, став игроком «Фулхэма», где пробыл до августа 2008 года, будучи в большей степени игроком замены. Дважды помогал своей команде сохранять прописку в премьер-лиге.

### Сборная России
14 октября 1998 года Смертин дебютировал в составе сборной России. Дебют вышел неудачным, поскольку в этот день россияне со счётом 0:1 уступили сборной Исландии в отборочном матче Евро-2000, а главный тренер команды Анатолий Бышовец был отправлен в отставку.
Под руководством нового главного тренера Олега Романцева Смертин остался в обойме команды и принял участие в шести отборочных матчей того цикла, в том числе в победой игре с действующими чемпионами мира французами на «Стад де Франс».
Всего в составе сборной России провёл 55 матчей, а в период с 2004 по 2005 год был капитаном команды. В её составе принял участие в чемпионате мира 2002 года и Евро 2004, которые для российской сборной сложились неудачно.
В октябре 2006 года Смертин сыграл свой последний матч в составе сборной России против команды Израиля (матч закончился со счётом 1:1), после чего Гус Хиддинк решил отказаться от услуг некоторых ветеранов, среди которых был и Смертин.

## После футбола
С 2007 года Смертин, ещё являясь действующим игроком, комментировал матчи сборной России по футболу и игры чемпионата на российском телевидении, привлекался «Первым каналом» в качестве сокомментатора для трансляций. Его комментаторский дебют пришёлся на матч Англия — Россия (3:0) 12 сентября 2007 года.
С 2010 года выступал за новообразованный пляжный футбольный клуб «Локомотив» (Москва) и выиграл с командой чемпионат России 2010 и 2011.
12 ноября 2010 года был назначен советником президента «Локомотива» по селекционной политике.
16 августа 2011 года был назначен вице-президентом «Локомотива» по аналитической работе и спорту. Однако меньше, чем через год, по окончании сезона 2011—2012, был уволен с этого поста.
29 мая 2012 года защитил диссертацию на соискание учёной степени кандидат психологических наук по специальности «социальная психология» в диссертационном совете МГОУ.
С сентября 2013 по октябрь 2018 года работал в московском «Динамо» советником Президента.
В октябре 2018 года покинул «Динамо» в связи с назначением на пост директора по региональной политике и международным отношениям РФС. Помимо этой должности, Смертин занимает пост офицера по борьбе с дискриминацией.
Старший брат Евгений — также футболист, основатель футбольной академии в Барнауле.

### Марафоны
Принял участие во всех шести марафонах World Marathon Majors и является обладателем медали Six Star Finisher:
| Марафон              | Год  | Время              | Прим.                                              |
| -------------------- | ---- | ------------------ | -------------------------------------------------- |
| Чикагский марафон    | 2014 | 3 ч. 20 мин.       | 473-е место в возрастной категории от 35 до 39 лет |
| Берлинский марафон   | 2015 | 2 ч. 57 мин. 34 с. | 268-е место в возрастной категории от 40 до 44 лет |
| Лондонский марафон   | 2016 | 3 ч. 4 мин. 4 с.   | 527-е место в возрастной категории от 40 до 44 лет |
| Токийский марафон    | 2017 | 3 ч. 7 мин. 7 с.   |                                                    |
| Нью-Йоркский марафон | 2018 | 3 ч. 9 мин.        |                                                    |
| Бостонский марафон   | 2019 | 2 ч. 55 мин. 19 с. |                                                    |

Победитель экстремального Байкальского ледового марафона «За сохранение чистых вод» (28 февраля 2021).

## Общественно-политическая деятельность
Алексей Смертин является одним из создателей СДЮШОР своего имени в Барнауле, где бесплатно занимаются футболом 650 юных футболистов; а также учредителем благотворительного фонда «Юные дарования», который опекает подрастающих спортсменов и деятелей искусств.
7 сентября 2007 года Смертину присвоено звание «Почётный гражданин города Барнаула».
С 2009 года учился на втором высшем в Алтайском филиале Сибирской академии государственной службы в Барнауле по специальности «Государственное и муниципальное управление».
1 марта 2009 года избран депутатом Алтайского краевого законодательного собрания от одномандатного округа в Барнауле.
1 мая 2014 года избран председателем Федерации футбола Алтайского края.

## Статистика выступлений

### Клубная
| Клуб                                           | Сезон                       | Лига | Лига | Кубки | Кубки | Еврокубки | Еврокубки | Прочие | Прочие | Итого | Итого |
| Клуб                                           | Сезон                       | Игры | Голы | Игры  | Голы  | Игры      | Голы      | Игры   | Голы   | Игры  | Голы  |
| ---------------------------------------------- | --------------------------- | ---- | ---- | ----- | ----- | --------- | --------- | ------ | ------ | ----- | ----- |
| Динамо (Барнаул) (зона «Восток» первой лиги)   | 1992                        | 18   | 2    | 1     | 0     | 0         | 0         | 0      | 0      | 19    | 2     |
| Динамо (Барнаул) (зона «Восток» первой лиги)   | 1993                        | 24   | 0    | 0     | 0     | 0         | 0         | 0      | 0      | 24    | 0     |
| Динамо (Барнаул) (зона «Восток» первой лиги)   | Итого                       | 42   | 2    | 1     | 0     | 0         | 0         | 0      | 0      | 43    | 2     |
| Заря (Ленинск-Кузнецкий) (первая лига)         | 1994                        | 40   | 2    | 1     | 0     | 0         | 0         | 0      | 0      | 41    | 2     |
| Заря (Ленинск-Кузнецкий) (первая лига)         | 1995                        | 37   | 7    | 2     | 0     | 0         | 0         | 0      | 0      | 39    | 7     |
| Заря (Ленинск-Кузнецкий) (первая лига)         | 1996                        | 34   | 4    | 3     | 0     | 0         | 0         | 0      | 0      | 37    | 4     |
| Заря (Ленинск-Кузнецкий) (первая лига)         | 1997                        | 13   | 0    | 1     | 0     | 0         | 0         | 0      | 0      | 14    | 0     |
| Заря (Ленинск-Кузнецкий) (первая лига)         | Итого                       | 124  | 13   | 7     | 0     | 0         | 0         | 0      | 0      | 131   | 13    |
| Уралан (Элиста) (первая лига, высший дивизион) | 1997                        | 23   | 0    | 1     | 0     | 0         | 0         | 0      | 0      | 24    | 0     |
| Уралан (Элиста) (первая лига, высший дивизион) | 1998                        | 26   | 3    | 1     | 0     | 0         | 0         | 0      | 0      | 27    | 3     |
| Уралан (Элиста) (первая лига, высший дивизион) | Итого                       | 49   | 3    | 2     | 0     | 0         | 0         | 0      | 0      | 51    | 3     |
| Локомотив (Москва) (высший дивизион)           | 1999                        | 29   | 6    | 0     | 0     | 4         | 0         | 0      | 0      | 33    | 6     |
| Локомотив (Москва) (высший дивизион)           | 2000                        | 10   | 1    | 2     | 0     | 6         | 1         | 0      | 0      | 18    | 2     |
| Локомотив (Москва) (высший дивизион)           | Итого                       | 39   | 7    | 2     | 0     | 10        | 1         | 0      | 0      | 51    | 8     |
| Бордо (Лига 1)                                 | 2000/01                     | 23   | 0    | 2     | 0     | 6         | 0         | 0      | 0      | 31    | 0     |
| Бордо (Лига 1)                                 | 2001/02                     | 28   | 0    | 6     | 1     | 6         | 0         | 0      | 0      | 40    | 1     |
| Бордо (Лига 1)                                 | 2002/03                     | 33   | 2    | 6     | 0     | 5         | 0         | 0      | 0      | 44    | 2     |
| Бордо (Лига 1)                                 | 2003/04                     | 1    | 0    | 0     | 0     | 0         | 0         | 0      | 0      | 1     | 0     |
| Бордо (Лига 1)                                 | Итого                       | 85   | 2    | 14    | 1     | 17        | 0         | 0      | 0      | 116   | 3     |
| Портсмут (премьер-лига)                        | 2003/04                     | 26   | 0    | 7     | 0     | 0         | 0         | 0      | 0      | 33    | 0     |
| Портсмут (премьер-лига)                        | Итого                       | 26   | 0    | 7     | 0     | 0         | 0         | 0      | 0      | 33    | 0     |
| Челси (премьер-лига)                           | 2004/05                     | 16   | 0    | 4     | 0     | 5         | 1         | 0      | 0      | 25    | 1     |
| Челси (премьер-лига)                           | Итого                       | 16   | 0    | 4     | 0     | 5         | 1         | 0      | 0      | 25    | 1     |
| Чарльтон (премьер-лига)                        | 2005/06                     | 18   | 0    | 4     | 0     | 0         | 0         | 0      | 0      | 22    | 0     |
| Чарльтон (премьер-лига)                        | Итого                       | 18   | 0    | 4     | 0     | 0         | 0         | 0      | 0      | 22    | 0     |
| Динамо (Москва) (премьер-лига)                 | 2006                        | 22   | 0    | 4     | 0     | 0         | 0         | 0      | 0      | 26    | 0     |
| Динамо (Москва) (премьер-лига)                 | Итого                       | 22   | 0    | 4     | 0     | 2         | 0         | 0      | 0      | 26    | 0     |
| Фулхэм (Лондон) (премьер-лига)                 | 2006/07                     | 7    | 0    | 1     | 0     | 0         | 0         | 0      | 0      | 8     | 0     |
| Фулхэм (Лондон) (премьер-лига)                 | 2007/08                     | 15   | 0*   | 2     | 0     | 0         | 0         | 0      | 0      | 17    | 0*    |
| Фулхэм (Лондон) (премьер-лига)                 | Итого                       | 22   | 0*   | 3     | 0     | 0         | 0         | 0      | 0      | 25    | 0*    |
| Всего за карьеру в России                      | Всего за карьеру в России   | 276  | 25   | 16    | 0     | 12        | 1         | 0      | 0      | 302   | 26    |
| Всего за карьеру во Франции                    | Всего за карьеру во Франции | 85   | 2    | 14    | 1     | 17        | 0         | 0      | 0      | 116   | 3     |
| Всего за карьеру в Англии                      | Всего за карьеру в Англии   | 82   | 0*   | 18    | 0     | 5         | 1         | 0      | 0      | 105   | 1*    |
| Всего за карьеру                               | Всего за карьеру            | 443  | 27*  | 48    | 1     | 34        | 2         | 0      | 0      | 525   | 30*   |

* - Английская Премьер-Лига и другие источники указывают, что у Смертина 0 голов в чемпионате за «Фулхэм». Она считает мяч, забитый на 26-й минуте матча «Фулхэм» — «Болтон» 15 августа 2007 года, автоголом Жеральда Сида, а мяч, забитый на 77-й минуте матча «Фулхэм» — «Тоттенхэм» 1 сентября 2007 года, автоголом Рикарду Роши. Другие источники приписывают эти голы Смертину. В таком случае у него было бы на 2 гола больше в отмеченных звёздочкой ячейках.

### В сборной
| Матчи Смертина за сборную России | Матчи Смертина за сборную России | Матчи Смертина за сборную России | Матчи Смертина за сборную России | Матчи Смертина за сборную России | Матчи Смертина за сборную России | Матчи Смертина за сборную России |
| -------------------------------- | -------------------------------- | -------------------------------- | -------------------------------- | -------------------------------- | -------------------------------- | -------------------------------- |
| №                                | Дата                             | Оппонент                         | Счёт                             | Голы Смертина                    | Соревнование                     |                                  |
| 1                                | 14 октября 1998                  | Исландия                         | 0:1                              | —                                | Отборочные матчи ЧЕ-2000         |                                  |
| 2                                | 18 ноября 1998                   | Бразилия                         | 1:5                              | —                                | Товарищеский матч                |                                  |
| 3                                | 31 марта 1999                    | Андорра                          | 6:1                              | —                                | Отборочные матчи ЧЕ-2000         |                                  |
| 4                                | 19 мая 1999                      | Беларусь                         | 1:1                              | —                                | Товарищеский матч                |                                  |
| 5                                | 5 июня 1999                      | Франция                          | 3:2                              | —                                | Отборочные матчи ЧЕ-2000         |                                  |
| 6                                | 9 июня 1999                      | Исландия                         | 1:0                              | —                                | Отборочные матчи ЧЕ-2000         |                                  |
| 7                                | 18 августа 1999                  | Беларусь                         | 2:0                              | —                                | Товарищеский матч                |                                  |
| 8                                | 4 сентября 1999                  | Армения                          | 2:0                              | —                                | Отборочные матчи ЧЕ-2000         |                                  |
| 9                                | 8 сентября 1999                  | Андорра                          | 2:1                              | —                                | Отборочные матчи ЧЕ-2000         |                                  |
| 10                               | 9 октября 1999                   | Украина                          | 1:1                              | —                                | Отборочные матчи ЧЕ-2000         |                                  |
| 11                               | 23 февраля 2000                  | Израиль                          | 1:4                              | —                                | Товарищеский матч                |                                  |
| 12                               | 26 апреля 2000                   | США                              | 2:0                              | —                                | Товарищеский матч                |                                  |
| 13                               | 16 августа 2000                  | Израиль                          | 1:0                              | —                                | Товарищеский матч                |                                  |
| 14                               | 2 сентября 2000                  | Швейцария                        | 1:0                              | —                                | Отборочные матчи ЧМ-2002         |                                  |
| 15                               | 11 октября 2000                  | Люксембург                       | 3:0                              | —                                | Отборочные матчи ЧМ-2002         |                                  |
| 16                               | 28 февраля 2001                  | Греция                           | 3:3                              | —                                | Товарищеский матч                |                                  |
| 17                               | 24 марта 2001                    | Словения                         | 1:1                              | —                                | Отборочные матчи ЧМ-2002         |                                  |
| 18                               | 2 июня 2001                      | Югославия                        | 1:1                              | —                                | Отборочные матчи ЧМ-2002         |                                  |
| 19                               | 6 июня 2001                      | Люксембург                       | 2:1                              | —                                | Отборочные матчи ЧМ-2002         |                                  |
| 20                               | 15 августа 2001                  | Греция                           | 0:0                              | —                                | Товарищеский матч                |                                  |
| 21                               | 6 октября 2001                   | Швейцария                        | 4:0                              | —                                | Отборочные матчи ЧМ-2002         |                                  |
| 22                               | 14 ноября 2001                   | Латвия                           | 3:1                              | —                                | Товарищеский матч                |                                  |
| 23                               | 27 марта 2002                    | Эстония                          | 2:1                              | —                                | Товарищеский матч                |                                  |
| 24                               | 17 апреля 2002                   | Франция                          | 0:0                              | —                                | Товарищеский матч                |                                  |
| 25                               | 19 мая 2002                      | Югославия                        | 1:1                              | —                                | Товарищеский матч                |                                  |
| 26                               | 9 июня 2002                      | Япония                           | 0:1                              | —                                | Финальные матчи ЧМ-2002          |                                  |
| 27                               | 14 июня 2002                     | Бельгия                          | 2:3                              | —                                | Финальные матчи ЧМ-2002          |                                  |
| 28                               | 21 августа 2002                  | Швеция                           | 1:1                              | —                                | Товарищеский матч                |                                  |
| 29                               | 16 октября 2002                  | Албания                          | 4:1                              | —                                | Отборочные матчи ЧЕ-2004         |                                  |
| 30                               | 12 февраля 2003                  | Республика Кипр                  | 1:0                              | —                                | Товарищеский матч                |                                  |
| 31                               | 29 марта 2003                    | Албания                          | 1:3                              | —                                | Отборочные матчи ЧЕ-2004         |                                  |
| 32                               | 30 апреля 2003                   | Грузия                           | 0:1                              | —                                | Отборочные матчи ЧЕ-2004         |                                  |
| 33                               | 7 июня 2003                      | Швейцария                        | 2:2                              | —                                | Отборочные матчи ЧЕ-2004         |                                  |
| 34                               | 6 сентября 2003                  | Ирландия                         | 1:1                              | —                                | Отборочные матчи ЧЕ-2004         |                                  |
| 35                               | 10 сентября 2003                 | Швейцария                        | 4:1                              | —                                | Отборочные матчи ЧЕ-2004         |                                  |
| 36                               | 15 ноября 2003                   | Уэльс                            | 0:0                              | —                                | Отборочные матчи ЧЕ-2004         |                                  |
| 37                               | 19 ноября 2003                   | Уэльс                            | 1:0                              | —                                | Отборочные матчи ЧЕ-2004         |                                  |
| 38                               | 31 марта 2004                    | Болгария                         | 2:2                              | —                                | Товарищеский матч                |                                  |
| 39                               | 28 апреля 2004                   | Норвегия                         | 2:3                              | —                                | Товарищеский матч                |                                  |
| 40                               | 25 мая 2004                      | Австрия                          | 0:0                              | —                                | Товарищеский матч                |                                  |
| 41                               | 12 июня 2004                     | Испания                          | 0:1                              | —                                | Финальные матчи ЧЕ-2004          |                                  |
| 42                               | 16 июня 2004                     | Португалия                       | 0:2                              | —                                | Финальные матчи ЧЕ-2004          |                                  |
| 43                               | 18 августа 2004                  | Литва                            | 4:3                              | —                                | Товарищеский матч                |                                  |
| 44                               | 4 сентября 2004                  | Словакия                         | 1:1                              | —                                | Отборочные матчи ЧМ-2006         |                                  |
| 45                               | 9 октября 2004                   | Люксембург                       | 4:0                              | —                                | Отборочные матчи ЧМ-2006         |                                  |
| 46                               | 13 октября 2004                  | Португалия                       | 1:7                              | —                                | Отборочные матчи ЧМ-2006         |                                  |
| 47                               | 17 ноября 2004                   | Эстония                          | 4:0                              | —                                | Отборочные матчи ЧМ-2006         |                                  |
| 48                               | 30 марта 2005                    | Эстония                          | 1:1                              | —                                | Отборочные матчи ЧМ-2006         |                                  |
| 49                               | 4 июня 2005                      | Латвия                           | 2:0                              | —                                | Отборочные матчи ЧМ-2006         |                                  |
| 50                               | 3 сентября 2005                  | Лихтенштейн                      | 2:0                              | —                                | Отборочные матчи ЧМ-2006         |                                  |
| 51                               | 7 сентября 2005                  | Португалия                       | 0:0                              | —                                | Отборочные матчи ЧМ-2006         |                                  |
| 52                               | 12 октября 2005                  | Словакия                         | 0:0                              | —                                | Отборочные матчи ЧМ-2006         |                                  |
| 53                               | 1 марта 2006                     | Бразилия                         | 0:1                              | —                                | Товарищеский матч                |                                  |
| 54                               | 27 мая 2006                      | Испания                          | 0:0                              | —                                | Товарищеский матч                |                                  |
| 55                               | 7 октября 2006                   | Израиль                          | 1:1                              | —                                | Отборочные матчи ЧЕ-2008         |                                  |

Итого: 55 матчей / 0 голов; 23 победы, 20 ничьих, 12 поражений.

## Достижения

### Командные
«Локомотив» (Москва)
- Серебряный призёр Чемпионата России: 1999
- Обладатель Кубка России: 2000

«Бордо»
- Обладатель Кубка Французской лиги: 2002

«Челси»
- Чемпион Англии: 2005
- Обладатель Кубка Английской лиги: 2005

«Локомотив» (пляжный футбол)
- Чемпион Москвы по пляжному футболу: 2010
- Чемпион России по пляжному футболу: 2010, 2011

### Личные
- Футболист года в России по версии «Спорт-Экспресса»: 1999
- Футболист года в России по версии еженедельника «Футбол»: 1999
- Член Клуба Игоря Нетто